# TV 7
TV7 - Revista da Semana foi um magazine semanal de atualidades transmitida entre 1964 e 1974, da responsabilidade da Divisão de Programas de Informação e Actualidades, na altura liderada por Moreira da Câmara. Ao longo da sua história, teve como membros da equipa Pedro Moutinho, Fernando Pessa, Henrique Mendes, Carlos Cruz, Luís Filipe Costa, entre outros.
O programa consistia na revista das notícias da semana mas, também, entrevistas, como a Cliff Richard, e emissões especiais, como discursos de António de Oliveira Salazar, a cerimónia de tomada de posse de Marcello Caetano, e a abertura do Centro Regional da Madeira da RTP. No entanto, a emissão mais conhecida foi para o ar no dia 28 de abril de 1974, com a presença de Luís Filipe Costa, Armando Baptista-Bastos, Maria Lamas, Raul Durão, Urbano Tavares Rodrigues, Maria Margarida, entre outros, em que foi mostrada a libertação dos presos políticos da Prisão de Caxias.
Terminou em 1974, tendo sido substituído por Teledomingo.